# Campari
Campari je jeden z italských alkoholických nápojů, řazených mezi kořeněné bittery. Jeho tajná receptura sestává z 86 různých bylin. Jeho typická rubínová barva je dána barvivem získaným z jednoho druhu červce (E120, karmín). Obsahuje 25 % alkoholu.

## Historie a současnost
Nový likér začal vyrábět hostinský a lihovarník Gaspare Campari v roce v 1860 ve městě Novara. Pojmenoval jej podle svého příjmení. Z jeho „Caffé Campari“ se záhy rozšířil do podniků ve městě i do celé Itálie.
Začátkem 20. století expandovala společnost Campari Group na další trhy, nejdříve do francouzského Nice, později i do zámoří. V 21. století patří značka mezi světové a prodává ve více než 190 zemích.

## Výroba likéru
Bitter – Složení: voda, líh, cukr, přírodní aroma, barviva: E122 (Azorubin – Skóre škodlivosti: 3), E102 (Tartrazin – Skóre škodlivosti: 4 – nebezpečné), E133 (Brilantní modř FCF – Skóre škodlivosti: 5 – nebezpečné).
Přesná receptura likéru je tajena. Základní suroviny jsou voda, alkohol, směs bylin, koření a ovoce. V různých zdrojích lze nalézt různé druhy hořkých i aromatických rostlin a ovoce, které se při výrobě Campari používají. Patří mezi ně bylina cascarilla a citrus chinotto. Barva nápoje je dána barvivem (karmín), který se získává drcením hmyzu – červce, v jehož těle je barvivo obsaženo. Firma Campari Group si karmín již také vyrábí.

## Campari a koktejly
Campari se pije jako aperitiv (samotné s ledem) nebo jako osvěžující nápoj (smíchané s pomerančovým či grapefruitovým džusem), nekombinuje se s citronovou šťávou ani s citronem.
Koktejl, obsahující Campari vznikl již v 19. století pod názvem MI–TO. Jeho název byl vytvořen podle měst, ve kterých se vyráběly dvě základní ingredience: Campari – Milán a Cinzano – Turín (Torino). Později vznikl koktejl Americano (Campari a červený vermut), který si oblíbili Američané.
Campari & soda (1 díl Campari a 3 díly sodové vody) – prodával jej ve svém baru Camparino (otevřen v roce 2015) sám Gaspare Camparia a patřil mezi velmi oblíbený koktejl. 
Negroni patří mezi nejslavnější italské koktejly. Vytvořil jej v roce 1919 hrabě Negroni, když do svého koktejlu Americano požádal o gin místo vody.  
V 60. letech 20. století byl vytvořen koktejl, původně pojmenovaný po Garibaldim, Campari Orange. Červená barva připomínala uniformy Garibaldiho vojáků. Základní složky tohoto nápoje jsou Campari a sicilské pomeranče. 
Spritz Veneziano vznikl kolem roku 1800, někdy je nazýván také Campari Spritz, jeho chuť  je méně sladká s bohatými citrusovými tóny v porovnání s populárnějším nápojem Aperol Spritz (ten vznikl o 150 let později).
Negroni Sbagliato vznikl v roce 1972, když do koktejlu Negroni bylo přidáno omylem šumivé víno místo ginu.

## Skupina Campari
Campari Group je název nadnárodní firmy se sídlem v italském Miláně, se 14 výrobními závody po celém světě, se 4 000 zaměstnanci a obratem asi 1,8 miliardy EUR.
Na přelomu 20. století podnik nakoupil 12 společností a rozšířil svůj sortiment o nové nápoje: vodku a tequilu. Do produkce alkoholických i nealkoholických nápojů a vína patří více než 40 značek. Firma expanduje do světa, ale italský trh stále představuje 40 % jejího prodeje.
Rodina Campari pochopila důležitost a význam budování image již v první polovině 20. století. Futuristický malíř a sochař Fortunato Depero v roce 1932 vytvořil výrazný design etiket lahví Campari. Reklama nebyla firmou také podceňována. Campari pil Ernest Hemingway a hrdinové jeho knih. K Jamesi Bondovi patří Campari s ginem a vermutem. Sarah Jessica Parker pije ve filmu Sex ve městě Skyy vodku.